# Spetsbergtraktaten
Spetsbergtraktaten (eller Svalbardtraktaten) är ett fördrag som ingicks den 9 februari 1920 i Paris. Det reglerar ögruppen Svalbards samt Björnöns politiska och folkrättsliga status. Spetsbergtraktaten tilldelar området till Norge, med vissa begränsningar.
Innan fördraget skrevs hade Svalbard betraktats som ingenmansland (terra nullius), då där aldrig har funnits någon infödd befolkning. Olika länder hade tidigare bedrivit jakt och fiske utan någon reglering eller skatt. År 1900 började ett företag från USA utvinna kol, och snart började fler länder att utvinna kol på Svalbard. Den av tradition fria utvinningen av naturtillgångar ville fördragsländerna fortsätta med, även sedan området tilldelats Norge.
Fördraget förhandlades fram i samband med fredsförhandlingarna efter första världskriget. Fördraget undertecknades av 14 stater. Senare har ytterligare 26 stater anslutit sig.
Avtalet innebär att Svalbards landområden och territorialhav tillhör Norge, men att de anslutna staternas medborgare har rätt att där bedriva näringsverksamhet samt ägna sig åt jakt och fiske på samma villkor. Norska lagar gäller, men Norge får inte ta ut mer skatt än vad som krävs för Svalbards lokala behov. Det finns militära restriktioner på Svalbard. Svalbard är inte demilitariserat och inte neutralt. Norge är enligt fördraget skyldigt att inte upprätta eller tillåta etablering av någon militärbas eller militär befästning, inte heller att använda eller tillåta användning för krigsliknande ändamål.

Efter Tysklands ockupation av Norge 1940, landsteg allierade styrkor sommaren 1941 och förstörde bland andra radiostationer för att förhindra att dessa utnyttjades av tyskarna (operation Gauntlet). År 1943 svarade tyskarna med att skicka slagskeppet Tirpitz och slagkryssaren Scharnhorst att förstöra bosättningarna och gruvorna på ön (operation Sizilien). Mot andra världskrigets slut krävde Sovjetunionen utan framgång att få dela suveräniteten över Svalbard med Norge.
Sedan traktaten trädde i kraft, har havsrätten genomgått en omfattande utveckling, vilket lett till konflikter kring tolkningen. Enligt Norge gäller fördraget enbart vad som vid avtalets upprättande utgjorde territorialhavet, nämligen ut till 4 nautiska mil (sjömil). År 1977 inrättade Norge under beteckningen fiskevärnszon ensidigt en ekonomisk zon på 200 sjömil. Norge hävdar även att kontinentalsockeln kring öarna är norskt territorium. Flera stater, framförallt Ryssland, motsäger sig detta och det är en konflikt som ännu väntar på sin lösning.

## Anslutna stater
De undertecknande staterna förutom Norge var Danmark, Frankrike, Italien, Japan, Nederländerna, Sverige, USA och Förenade konungariket Storbritannien och Irland med de då under brittiska kronan hörande staterna Australien, Indien, Kanada, Nya Zeeland och Sydafrikanska unionen.
Före avtalets ikraftträdande den 14 augusti 1925 anslöt sig även Belgien, Finland, Kina, Monaco, Rumänien, Saudiarabien och Schweiz. Åren därefter anslöt sig Afghanistan, Albanien, Argentina, Bulgarien, Chile, Dominikanska republiken, Egypten, Estland, Grekland, Polen, Portugal, Sovjetunionen, Spanien, Tyskland, Ungern, Venezuela och Österrike. 
Även Sydkorea har anslutit sig efter 1925.
År 1994 anslöt sig Island och 2006 Tjeckien. År 2016 anslöt sig också Nordkorea.

## Praktiska konsekvenser
Spetsbergtraktaten innebär många undantagsregler för Svalbard jämfört med övriga Norge. Eftersom alla traktatländernas medborgare har rätt att uppehålla sig där, finns formellt ingen inresekontroll, och Svalbard tillhör inte Schengenområdet. Det hindrar inte att det är passkontroll på Oslos flygplats vid flygplansbyte. Skattereglerna innebär att det inte finns moms på Svalbard, samt att moms måste läggas på varor som förs till Norge. Spetsbergtraktaten medger Norge att ta ut en låg exporttull, som dock måste användas i Svalbard. Det finns speciella regler om inkomstskatt, bolagsskatt och andra skatter.